# تروریسم در مکزیک

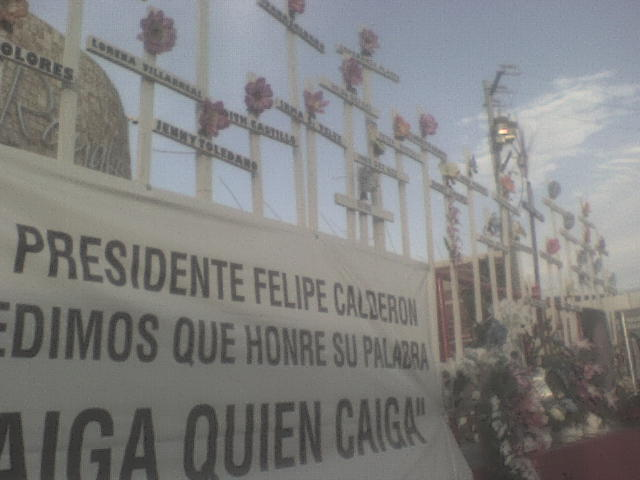
کازینو رویال، مونتری

تروریسم در مکزیک (انگلیسی: Terrorism in Mexico) در یک تعریف عام از تروریسم، استفاده سیستماتیک از تهدید و خشونت برای مرعوب کردن مردم و دولت، که تغییرات سیاسی و مذهبی و ایدئولوژی را بدنبال خواهد داشت. تروریسم در مکزیک عموماً در رابطه با خشونت‌های مربوطه به مواد مخدر است که از سال ۲۰۰۶ تا ۲۰۱۲ جریان داشت، که گفته می‌شود منجر به مرگ ۶۰٫۰۰۰ تا ۱۰۰٫۰۰۰ نفر در کشور شده است.
در دسامبر ۲۰۱۲ هیلاری کلینتون گفت که ایران به مکزیک تروریسم صادر می‌کند. در مکزیک در سال‌های اخیر تعدادی حملات تروریستی وجود داشته است.

## گسترش تروریسم
حوادثی مثل حمله به مرکز «سیداد جارز رهب» تیراندازی در چی‌واوا حمله به «کازینو مونتری» در سال ۲۰۱۱، از شناخته‌ترین حملات تروریستی در کشور مکزیک محسوب می‌شوند. تروریست‌های نارکو معمولاً در پشت این گونه حملات تروریستی در مکزیک هستند.
سو میریک سیاستمدار آمریکایی ادعا کرد که شواهدی در دست است که حضور حزب‌الله در مکزیک را نشان می‌دهد، اما توسط وزارت امنیت داخلی نادیده گرفته شده است. وی اضافه می‌کند «من به وزارت امنیت داخلی اعتمادی ندارم، آنها بایستی بیش از این گروه مزبور را در مکزیک و از نزدیک زیر نظر داشته باشند .»
رد موقعیت این گروه‌ها در مکزیک، از سال ۲۰۱۰ محسوس شد، وقتی اداره هوشیاری تروریسم، پلیس تاکسان (شهری در ایالت آریزونا) گزارشی مبنی بر حضور حزب‌الله در مکزیک داد. در آن گزارش دستگیری جمیل ناصر در تیجانا در ژوئیه ۲۰۱۰ آمده بود، ناصر تلاش کرده بود که یک شبکه ای از حزب‌الله در مکزیک و آمریکای جنوبی تشکیل دهد.
در یک گزارش کمیته و زیر کمیته وزارت امنیت داخلی، در رابطه با روابط و تحقیقات و مدیریت، سازمان‌های تروریستی در خاورمیانه با کارتل‌های مواد مخدر مکزیکی آمده است:
«حضور حزب‌الله در آمریکایی لاتین زیرپوش تعداد زیادی لبنانی پراکنده در آمریکایی جنوبی امکان پیدا کرده است. حزب‌الله توسط تعدادی در «جامعه جهانی لبنانی» در جهان، به دلیل اجرای برنامه‌های اجتماعی زیادی، در ایجاد بیمارستان، مدارس و رفاه عمومی که در لبنان پیاده کرده است، حمایت می‌شود .»

## رخدادهای مهم
- حمله «کازینو مونتری» - ۲۵ اوت ۲۰۱۱
- انفجار خط لوله پوئبلا
- حمله به مرکز «کیدوداد جاوز رهاب»
- حمله با نارنجک به «مارلیا

## حوادث تروریستی در مکزیک
| سال  | تعداد حوادث | کشته | مجروح |
| ---- | ----------- | ---- | ----- |
| 2016 | ۵           | ۴    | ۰     |
| 2015 | ۱۹          | ۹    | ۱۰    |
| 2014 | ۵           | ۱    | ۲     |
| 2013 | ۸           | ۴۷   | ۱۱۰   |
| 2012 | ۱۶          | ۱۷   | ۸     |
| 2011 | ۲           | ۰    | ۱     |
| 2010 | ۵           | ۰    | ۰     |
| 2009 | ۱           | ۲    | ۳     |
| 2008 | ۸           | ۲۱   | ۱۰۴   |
| 2007 | ۱۰          | ۲۵   | ۶     |
| 2006 | ۷           | ۷    | ۳۴    |
| 2005 | ۱           | ۲    | ۰     |
| 2004 | ۱           | ۰    | ۳     |
| 2003 | ۱           | ۲    | ۱     |
| 2002 | ۰           | ۰    | ۰     |
| 2001 | ۷           | ۱۳   | ۵     |
| 2000 | ۴           | ۵    | ۳     |
| 1999 | ۱           | ۰    | ۲     |
| 1998 | ۲           | ۳    | ۵     |
| 1997 | ۹۵          | ۲۲۹  | ۴۷    |
| 1996 | ۷۵          | ۹۶   | ۲۱۱   |
| 1995 | ۲۹          | ۶۱   | ۲۷    |
| 1994 | ۴۲          | ۸۸   | ۳۲    |
| 1993 | ۰           | ۰    | ۰     |
| 1992 | ۶           | ۶    | ۲     |
| 1991 | ۱۰          | ۱۳   | ۰     |
| 1990 | ۵           | ۳    | ۱     |
| 1989 | ۱           | ۰    | ۰     |
| 1988 | ۳           | ۲    | ۰     |
| 1987 | ۱           | ۰    | ۰     |
| 1986 | ۲           | ۰    | ۰     |
| 1985 | ۱           | ۰    | ۰     |
| 1984 | ۴           | ۱۳   | ۹     |
| 1983 | ۲           | ۰    | ۲     |
| 1982 | ۳           | ۱    | ۰     |
| 1981 | ۳           | ۰    | ۶     |
| 1980 | ۵           | ۳    | ۰     |
| 1979 | ۱۰          | ۵    | ۰     |
| 1978 | ۳۰          | ۷    | ۱۸    |
| 1977 | ۱۹          | ۱۱   | ۱۵    |
| 1976 | ۲۰          | ۲۶   | ۵     |
| 1975 | ۱۰          | ۳۲   | ۵     |
| 1974 | ۱۶          | ۲    | ۰     |
| 1973 | ۶           | ۱    | ۰     |
| 1972 | ۱           | ۰    | ۰     |
| 1971 | ۰           | ۰    | ۰     |
| 1970 | ۲           | ۰    | ۰     |